# Lambert, Mississippi
Lambert là một thành phố thuộc quận Quitman, tiểu bang Mississippi, Hoa Kỳ. Năm 2010, dân số của thành phố này là 1 638 người.

## Dân số
- Dân số năm 2000: 1 959 người.
- Dân số năm 2010: 1 638 người.